# Jim Hutton
Dana James "Jim" Hutton, född 31 maj 1934 i Binghamton, New York, död 2 juni 1979 i Los Angeles, Kalifornien, var en amerikansk skådespelare. Han är mest ihågkommen för titelrollen i TV-serien Ellery Queen 1975–1976.
Hutton upptäcktes av regissören Douglas Sirk när Hutton spelade teater i Tyskland under sin militärtjänstgöring. I Hollywood spelade han mot Paula Prentiss i fyra oförgargliga romantiska komedier. Andra filmroller inbegrep De gröna baskrarna (1968) (med John Wayne och David Janssen) och Hallelujatåget (med Burt Lancaster). 
I början av 1970-talet började Hutton dyka upp i olika TV-produktioner. Bland annat spelade han distriktsåklagare Doug Selby i TV-filmen They Call It Murder baserad på Erle Stanley Gardners böcker.
1975 spelade Hutton för första gången rollen som Ellery Queen i pilotavsnittet Too Many Suspects (baserat på boken Triangelns fjärde sida) till vad som senare blev en TV-serie i 22 avsnitt 1975 - 1976. TV-serien skapades av Richard Levinson och William Link som också skapade Columbo och senare Mord och inga visor. Den senare kan ses som en fortsättning på Ellery Queen-serien och man använde sig till och med av flera manuskript som blivit över från Ellery Queen.
Hutton avled av levercancer 1979. Skådespelaren Timothy Hutton är son till Jim Hutton och när Timothy Hutton mottog en Oscar 1981 tillägnade han den sin döde far.

## Filmografi
- Tid att älska, tid att dö (1958; A Time to Love and a Time to Die)
- De underjordiska (1960; The Subterraneans)
- Här var'e pojkar (1960; Where the Boys Are)
- Flottans gullgossar (1961; The Honeymoon Machine)
- Ungkarl i paradiset (1961; Bachelor in Paradise)
- The Horizontal Lieutenant (1962)
- You're Only Young Once (TV-film) (1962)
- Vilse i lustgården (1962; Period of Adjustment)
- Sunday in New York (1963)
- Ungkarlsfällan (1964; Looking for Love)
- Major Dundee (1965)
- Hallelujatåget (1965; The Hallelujah Trail)
- Never Too Late (1965)
- Everything's Relative (TV-serie) (1965)
- The Trouble with Angels (1966)
- Skynda långsamt grabben (1966; Walk Don't Run)
- Ro hit med stålarna! (1967; Who's Minding the Mint?)
- De gröna baskrarna (1968; The Green Berets)
- Hellfighters (1968)
- The Deadly Hunt (1971)
- The Reluctant Heroes (TV-film) (1971)
- They Call It Murder (TV-film) (1971)
- Call Her Mom (TV-film) (1972)
- Wednesday Night Out (TV-film) (1972)
- Call Holme (TV-film) (1972)
- Captain Newman, M.D. (TV-film) (1972)
- Don't Be Afraid of the Dark (TV-film) (1973)
- Nightmare at 43 Hillcrest (TV-film) (1974)
- The Underground Man (TV-film) (1974)
- Ellery Queen (TV-serie) (1975-1976)
- Psychic Killer (1975)
- The Sky Trap (1978)
- Titta vi flyger (TV-film) (1978)
- Butterflies (TV-pilot) (1979)